# DFB-Hallen-Masters 1991
Das DFB-Hallen-Masters 1991 war die vierte offizielle Austragung dieses Wettbewerbes, das vom DFB durchgeführt wurde. Das Endrundenturnier fand vom 26. bis 27. Januar in der Dortmunder Westfalenhalle statt und endete mit der Titelverteidigung von Gastgeber Borussia Dortmund nach Achtmeterschießen über Werder Bremen.

## Teilnehmer
An der Endrunde nahmen folgende acht Mannschaften teil:
| Gesetzte Teams - Titelverteidiger und Gastgeber Borussia Dortmund - Deutscher Meister FC Bayern München - Deutscher Vizemeister 1. FC Köln - DFB-Pokalsieger 1. FC Kaiserslautern | Qualifizierte Teams - Platz 1 (212 Punkte) VfB Stuttgart - Platz 2 (192 Punkte) Borussia Mönchengladbach - Platz 3 (160 Punkte) Werder Bremen - Platz 4 (145 Punkte) 1. FC Magdeburg |

## Modus
In der Vorrunde wurde in zwei Gruppen mit jeweils vier Teams gespielt, die nach dem Modus „Jeder gegen Jeden“ die Teilnehmer für das Halbfinale ausspielten. Ab dem Halbfinale ging es im K.-o.-System weiter und sollte ein Spiel Remis enden, wurde der Sieger in einem Achtmeterschießen ermittelt. Die Spielzeit betrug bei allen Partien dieses Mal zweimal 12 Minuten.
Gespielt wurde diesmal mit einem Torwart und nur noch vier Feldspieler auf einen 49 mal 25 Meter großen Kunstrasen, der von einer Bande umgeben war.

## Vorrunde

### Gruppe A
Spiele
| Samstag, 26. Januar 1991 ab 13.00 Uhr |     |                          | |
| FC Bayern München                     | 1:1 | VfB Stuttgart            | 1:0 Effenberg, 1:1 Buchwald                                                                                    |
| 1. FC Magdeburg                       | 2:3 | Borussia Mönchengladbach | 1:0 Dobritz, 2:0 Siersleben, 2:1 Hochstätter, 2:2 Schneider, 2:3 Neun                                          |
| VfB Stuttgart                         | 5:1 | 1. FC Magdeburg          | 1:0 Sammer, 2:0 Walter, 3:0 Walter, 4:0 Walter, 4:1 Schwerinski, 5:1 Allgöwer                                  |
| Borussia Mönchengladbach              | 5:1 | FC Bayern München        | 1:0 Pflipsen, 2:0 Meier, 3:0 Eichin, 4:0 Max, 4:1 Wohlfarth, 5:1 Salou                                         |
| Sonntag, 27. Januar 1991 ab 13.00 Uhr |     |                          | |
| FC Bayern München                     | 5:3 | 1. FC Magdeburg          | 0:1 Laeßig, 1:1 Wohlfarth, 2:1 Effenberg, 2:2 Jähnig, 3:2 Kohler, 4:2 Wohlfarth, 5:2 Sternkopf, 5:3 Siersleben |
| Borussia Mönchengladbach              | 3:2 | VfB Stuttgart            | 1:0 Pflipsen, 2:0 Hochstätter, 3:0 Meier, 3:1 Hartmann, 3:2 Walter                                             |

Abschlusstabelle
| Pl. | Mannschaft               | Sp. | S | U | N | Tore    | Diff. | Punkte |
| --- | ------------------------ | --- | - | - | - | ------- | ----- | ------ |
| 1.  | Borussia Mönchengladbach | 3   | 3 | 0 | 0 | 011:500 | +6    | 06:0   |
| 2.  | VfB Stuttgart            | 3   | 1 | 1 | 1 | 008:500 | +3    | 03:30  |
| 3.  | FC Bayern München        | 3   | 1 | 1 | 1 | 007:900 | −2    | 03:30  |
| 4.  | 1. FC Magdeburg          | 3   | 0 | 0 | 3 | 006:130 | −7    | 0:60   |

### Gruppe B
Spiele
| Samstag, 26. Januar 1991 ab 13.00 Uhr |     |                      | |
| Borussia Dortmund                     | 5:2 | 1. FC Kaiserslautern | 1:0 Helmer, 2:0 Rummenigge, 2:1 Kranz, 3:1 Zorc, 4:1 Helmer, 4:2 Hoffmann, 5:2 Karl                                                        |
| 1. FC Köln                            | 1:3 | Werder Bremen        | 1:0 Ordenewitz, 1:1 Borowka, 1:2 Harttgen, 1:3 Rufer                                                                                       |
| 1. FC Kaiserslautern                  | 6:5 | 1. FC Köln           | 0:1 Greiner, 0:2 Sturm, 0:3 Andersen, 1:3 Hoffmann, 2:3 Serr, 2:4 Ordenewitz, 3:4 Kranz, 3:5 Baumann, 4:5 Goldbæk, 5:5 Ernst, 6:5 Labbadia |
| Werder Bremen                         | 3:3 | Borussia Dortmund    | 1:0 Wolter, 2:0 Wolter, 3:0 Rufer, 3:1 Zorc, 3:2 Wegmann, 3:3 Povlsen                                                                      |
| Sonntag, 27. Januar 1991 ab 13.00 Uhr |     |                      | |
| Borussia Dortmund                     | 2:2 | 1. FC Köln           | 1:0 Gorlukowitsch, 1:1 Ordenewitz, 1:2 Ordenewitz, 2:2 Poschner                                                                            |
| Werder Bremen                         | 8:2 | 1. FC Kaiserslautern | 1:0 Wolter, 2:0 Harttgen, 3:0 Rufer, 4:0 Schaaf, 4:1 Scherr, 5:1 Kadlec (ET), 5:2 Labbadia, 6:2 Eilts, 7:2 Hermann, 8:2 Eilts              |

Abschlusstabelle
| Pl. | Mannschaft           | Sp. | S | U | N | Tore    | Diff. | Punkte |
| --- | -------------------- | --- | - | - | - | ------- | ----- | ------ |
| 1.  | Werder Bremen        | 3   | 2 | 1 | 0 | 014:600 | +8    | 05:10  |
| 2.  | Borussia Dortmund    | 3   | 1 | 2 | 0 | 010:700 | +3    | 04:20  |
| 3.  | 1. FC Kaiserslautern | 3   | 1 | 0 | 2 | 010:180 | −8    | 02:40  |
| 4.  | 1. FC Köln           | 3   | 0 | 1 | 2 | 008:110 | −3    | 01:50  |

## Finalrunde

### Halbfinale
|                          | Ergebnis |                   | Torfolge                                                                                                  |
| ------------------------ | -------- | ----------------- | --- |
| Borussia Mönchengladbach | 3:4      | Borussia Dortmund | 0:1 Helmer, 1:1 Eichin, 2:1 Stefes, 3:1 Wynhoff, 3:2 Karl, 3:3 Wegmann, 3:4 Karl                          |
| VfB Stuttgart            | 2:6      | Werder Bremen     | 0:1 Rufer, 1:1 Sammer, 1:2 Borowka, 1:3 Bockenfeld, 1:4 Borowka, 2:4 Hermann (ET), 2:5 Eilts, 2:6 Hermann |

### Spiel um Platz drei
|                                                                                   | Ergebnis |               |
| --------------------------------------------------------------------------------- | -------- | ------------- |
| Borussia Mönchengladbach                                                          | 2:4      | VfB Stuttgart |
| 1:0 Stefes, 1:1 Buchwald, 1:2 Sammer, 1:3 Hartmann, 2:3 Hochstätter, 2:4 Strehmel |          |               |

### Finale
| | Ergebnis        |               |
| --- | --------------- | ------------- |
| Borussia Dortmund                                                                                       | 4:4 (4:3 i. A.) | Werder Bremen |
| 0:1 Eilts, 0:2 Rufer, 1:2 Rummenigge, 2:2 Povlsen, 2:3 Harttgen, 3:3 Breitzke, 3:4 Schaaf, 4:4 Karl     |                 |               |
| Achtmeterschießen: 1:0 Helmer, 1:1 Votava, 2:1 Povlsen, 2:2 Harttgen, 3:2 Zorc, 3:3 Borowka, 4:3 Helmer |                 |               |

## Statistisches
- 103 Tore ({\displaystyle \varnothing } 6,44 pro Spiel) wurden erzielt, wobei sich 54 Spieler, darunter auch Torwart Michael Serr vom 1. FC Kaiserslautern als Torschützen auszeichnen konnten.
- Zwei Eigentore ginge auf das Konto von Miroslav Kadlec (1. FC Kaiserslautern) und Günter Hermann (Werder Bremen).
- Drei Tore (kein Hattrick) in einem Spiel erzielte Fritz Walter (VfB Stuttgart) gegen den 1. FC Magdeburg.
- An beiden Tagen kamen 21.000 Zuschauer in die Westfalenhalle, die sich auf Samstag (10.500) und Sonntag (10.500) verteilten.
- Jede Mannschaft erhielt 50.000 DM Startgeld. Preisgelder gab es für Platz 1 (75.000 DM), Platz 2 (50.000 DM), Platz 3 (25.000 DM) und Platz 4 (10.000 DM).

### Torschützenliste
|    | Spieler          | Mannschaft        | Tore |
| -- | ---------------- | ----------------- | ---- |
| 1. | Wynton Rufer     | Werder Bremen     | 5    |
| 2. | Frank Ordenewitz | 1. FC Köln        | 4    |
| 2. | Fritz Walter     | VfB Stuttgart     | 4    |
| 2. | Dieter Eilts     | Werder Bremen     | 4    |
| 2. | Steffen Karl     | Borussia Dortmund | 4    |

### Schiedsrichter
- Karl-Heinz Tritschler, Hellmut Krug und Werner Föckler

## Siegermannschaft
| 1.                         | Borussia Dortmund |
| Logo von Borussia Dortmund | - Tor: Rolf Meyer, Wolfgang de Beer - Feldspieler: Günter Breitzke, Günter Kutowski, Sergei Gorlukowitsch, Thomas Helmer, Steffen Karl, Gerhard Poschner, Flemming Povlsen, Michael Rummenigge, Jürgen Wegmann, Michael Zorc - Trainer: Horst Köppel |